# Eynatten (Adelsgeschlecht)

Wappen derer von Eynatten

Eynatten ist der Name eines alten niederrheinischen Adelsgeschlechts. Die Herren von Eynatten gehörten zum Limburger Uradel. Eynatten, der gleichnamige Stammsitz des Geschlechts, ist heute ein Dorf in der Gemeinde Raeren in Belgien. Zweige der Familie bestehen bis heute.

## Geschichte

### Herkunft
Das Geschlecht erscheint erstmals urkundlich im Jahre 1213 mit Heldricus de Einatten, als Wohltäter der St.-Nicolaus-Kapelle in Eupen. Mit dem Ritter Johann von Eynatten, er nahm unter anderen an der Schlacht von Baesweiler 1371 im Brabanter Aufgebot teil, beginnt die ununterbrochene Stammreihe. Der Stammsitz, die Burg Eynatten, zwischen Aachen und Eupen gelegen, wurde bereits 1410 aufgegeben.

### Linien und Besitzungen

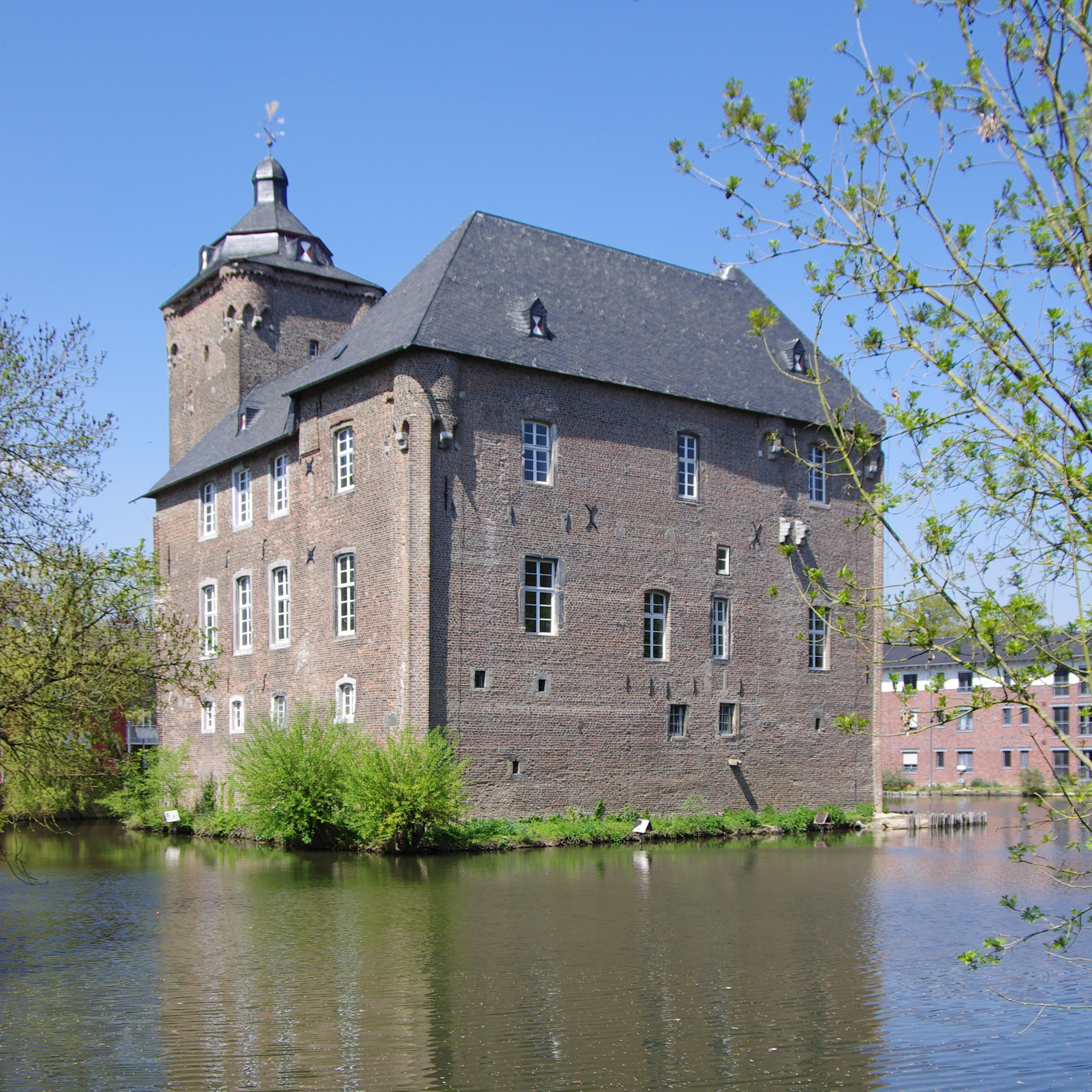
Schloss Trips, von 1658 bis 1989 im Besitz der Familie

Johanns gleichnamiger Sohn, Johann von Eynatten, heiratete Johanna von Neuerburg und bezog 1410 die Burg Neuerburg (Neubourg). Seine vier Söhne begründeten die Linien zu Obsinnich, Lichtenberg, Neuerburg und Reimersbeek. Im Laufe der Zeit erloschen die ersten drei, von der letzten Linie stammen alle weiteren Zweige der Familie ab.
Angehörige der Familie gelangten ab dem 15. Jahrhundert nach Brabant, Geldern, Lüttich, Jülich und Berg und gewannen Besitz und Ansehen. Sie wurden in die ritterschaftlichen Landstände der niederrheinischen Gegenden aufgenommen und erlangten einflussreiche Ämter. In der ersten Hälfte des 16. Jahrhunderts war Johann von Eynatten zu Obsinnich Geheimrat von Kaiser Karl V. und Statthalter im Herzogtum Limburg. Adolf von Eynatten starb 1654 als kaiserlicher Feldmarschall und Nicolaus von Eynatten war Anfang des 18. Jahrhunderts Ratspensionär von Löwen.
Stephan Freiherr von Eynatten († 1633) erwarb die Herrschaft Nüth und Johann Ulrich Freiherr von Eynatten durch Heirat mit Ferdinanda Salome Bergh von Trips 1658 die Herrschaft und Schloss Trips. Trips wurde 1764 der jülichschen Ritterschaft einverleibt, in die Carl Theodor Freiherr von Eynatten, der Sohn des letzten Herren von Trips, 1783 aufgenommen wurde. Er starb 1842 als ehemaliger pfälzisch-bayerischer Hofkammerrat und Oberamtmann zu Euskirchen.

### Standeserhebungen
Stephan von Eynatten, Herr auf Nüth, wurde 1632 in den Reichsfreiherrenstand erhoben und Nicolaus von Eynatten, Herr auf Terheyen und Terhaegen, erhielt am 25. Oktober 1712 von Kaiser Karl VI. den Freiherrentitel. Seinen  Nachkommen wurde 1817 der Freiherrenstand durch Diplom im Königreich Preußen anerkannt. Der rheinische Zweig der Familie wurde am 4. Juli 1829 bei der Freiherrenklasse der Adelsmatrikel in der preußischen Rheinprovinz eingetragen. Eine in Österreich ansässige Linie trug den Freiherrentitel unbeanstandet.

## Wappen
Das Stammwappen zeigt in Silber einen roten Schrägrechtsbalken, begleitet beiderseits von je drei gestümmelten roten Enten (Merlette). Auf dem Helm eine gestümmelte rote Ente zwischen zwei von Silber und Rot übereck geteilten Büffelhörnern. Die Helmdecken sind rot-silbern.

## Bekannte Familienmitglieder
- Carola von Eynatten (1857–1917), deutsche Schriftstellerin
- Carl von Eynatten (1806–1886), zunächst Premierleutnant später (1847 bis 1875) Landrat des Kreises Geilenkirchen, Regierungsbezirk Aachen, Rheinprovinz
- Ludwig von Eynatten (1847–1929), deutscher Generalleutnant
- Maximilian von Eynatten (1827–1894), preußischer Generalleutnant

## Weblink
- Ahnenprobe Freiherr von Eynatten